# Троице-Голенищево
Троице-Голенищево (Троицко-Голенищево, Троицкое-Голенищево) — историческая местность на западе Москвы у слияния рек Сетуни и Раменки. Бывшее село Троице-Голенищево являлось административным центром Троицко-Голенищевской волости Московского уезда. С 1960 года в черте города. В настоящее время территорию села занимает московский район Раменки.

## Название
Старинное село Троице-Голенищево получило первую часть названия по находящейся здесь церкви во имя Живоначальной Троицы. Вторая часть названия, предположительно, связана с родом Голенищевых-Кутузовых, которые имели обширные владения на этой территории.

## История
Село облюбовали митрополиты и Патриархи. Поместье окруженное прекрасными лесами  было любимым местом пребывания Святого митрополита Киприана (1380-1389). Здесь он переводил Кормчую и другие церковные книги с греческого на славянский язык. Его преемники также неоднократно посещали Троице-Голенищево.
В 1474 г. митрополит Геронтий перенес в эти места свою резиденцию и поставил церковь Иоанна Богослова.
В XV-XVI вв. к Троице-Голенищево относилось село Селятино, принадлежавшее московским митрополитам.
В 1611 г., в период Смутного времени, неподалеку от села располагался стан гетмана С.Жолкевского. Здесь он устроил роскошный пир для бояр, которые согласились, что на московском престоле будет сидеть польский королевич Владислав.
В 1627 г. в селе жил патриарх Филарет. В селе были патриарший и крестьянские дворы. В деревянной церкви Живоначальной Троицы был устроен придел Леонтия Ростовского.
В 1644 г. деревянную церковь заменили на каменный храм, который сохранился до наших дней. По переписи церковной утвари в храме находились: деревянный потир, вышиною 5 вершков, с плоским дном и прямыми стенками. К потиру принадлежали два деревянных блюдца с изображением на них Иисуса Христа в виде младенца, лежащего под звездою, которого осеняют два ангела. На одном из блюдец солнце озаряет Искупителя. По их краям шла надпись: "Се агнец вземляй грехи всего мира". Между церковными книгами находился Пролог, напечатанный в Москве в 1677 году, а по его листам была надпись: "Лета 7185 по указу Великого Господина Святейшего Патриарха Иоакима Московского всея России дана сия книга пролог в Патриаршее дворцовое село Троицкое, что на речке Сетунь в церковь Живоначальной Троицы, тояж церкви при попе Софонии".
По переписным книгам в 1646 г. в селе было 11 крестьянских дворов и 44 новых двора, которые были привезены из Костромского, Владимирского и Белозерского уездов. В 1678 г. в селе числилось уже 22 крестьянских двора.
В XVII столетии в этом селе был дворец — летняя резиденция патриархов. Эту духовную обитель церковных сановников нередко посещали Государи. Царь Алексей Михайлович (1645-1676) неоднократно посещал село к обедне из своего села Воробьево. Позднее на месте прежнего патриаршего дома при патриархе Иоакиме (1674-1690) строится патриарший дворец, который располагался к западу от Троицкой церкви. Рядом с дворцом устроили двор, где находились баня, служебные постройки, конюшни. Патриарший дворец со всех сторон окружали плодовые сады.
Согласно переписным книгам в 1701 г. в селе насчитывалось 53 крестьянских двора и 10 бобыльских дворов, в них жило около 200 человек.
Во времена правления Петра I патриаршество было упразднено, и село стало приходить в упадок.
В 1729 г. Пётр II пожаловал село Троице-Голенищево князю Ивану Алексеевичу Долгорукову, однако после кончины царя в 1730 г. село было отписано, князя отправили в ссылку, а Троице-Голенищево снова стало центром подмосковной вотчины Святейшего Синода.
В 1770—1772 гг. во время царствования Екатерины II в Москве случилась моровая язва, тогда в селе был устроен карантин для тех, кто еще не был заражен, но мог оказаться больным, их селили в старый патриарший дворец.
В 1812 г. во время отхода наполеоновской армии село было захвачено, церковь была превращена в конюшню. Позднее церковь была восстановлена.
По данным XIX в. село состояло в Ведомстве государственных имуществ. В нем значилась церковь и 90 дворов. В селе возникли полотняная фабрика и кирпичный завод, к 1884 г. количество дворов увеличилось до 140.
К началу XX в. Троице-Голенищево было самым крупным селением в округе, село окружали заводы, склады, фабрики. К 1926 г. население увеличилось до 1296 человек.
В конце 20-х годов XX в. с юго-восточной стороны села была выстроена кинофабрика, а затем киностудия «Мосфильм».
В детстве в Троице-Голенищеве жил Вячеслав Царёв, известный исполнением роли мальчика с сачком в фильме «Добро пожаловать, или Посторонним вход воспрещён»[значимость факта?].
В 1960 году Троице-Голенищево вошло в состав Москвы и стало районом массовой жилой застройки.